# Alberto Vassallo di Torregrossa
Pour les articles homonymes, voir Vassallo et Torregrossa (homonymie).
Alberto Vassallo di Torregrossa (né à San Cataldo, le 28 décembre 1865 – et mort à San Cataldo, le 7 septembre 1959)  est un prélat italien qui tint des postes diplomatiques pour le Saint-Siège.

## Biographie

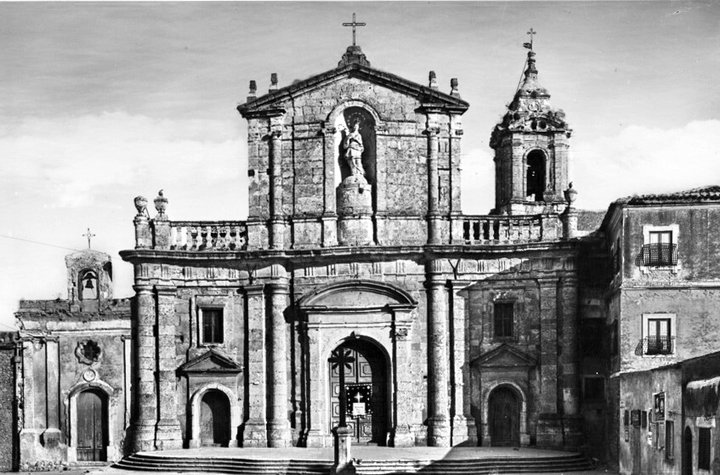
Église-mère de San Cataldo

Alberto Vassalo di Torregrossa est le fils du baron Rosario Vassallo di Torregrossa. Il fréquente le petit séminaire archiépiscopal de Catane, puis le collège San Michele d'Acireale. Ensuite il entre au séminaire pontifical romain, où il est diplômé en théologie et en droit canon et civil. Il obtient aussi un diplôme en lettres.
Le 22 septembre 1888, il est ordonné prêtre en l'église San Sebastiano de Caltanissetta par Mgr Francica-Nava de Bontifè, évêque in partibus d'Alabanda (de) et évêque auxiliaire de son propre oncle, Mgr Giovanni Guttadauro, évêque de Caltanissetta. Il célèbre sa première messe en l'église-mère de San Cataldo.
En 1889, il est admis à l'Académie des nobles ecclésiastiques afin de suivre des cours de diplomatie ecclésiastique. En 1891, il est nommé chanoine de l'église-mère de San Cataldo et il fait venir les ursulines à San Cataldo. Son oncle évêque, Mgr Guttadauro, le définit comme « la perle de son diocèse ».
Il entre en 1892 à la Secrétairerie d'État et en 1898, le pape Léon XIII le nomme camérier secret. Remarqué par le cardinal Rampolla, il est envoyé comme secrétaire à la nonciature apostolique en Bavière (Munich), puis en 1902 comme auditeur à la nonciature de Bruxelles. Le nonce, Mgr Macchi, le fait revenir à Munich et il est décoré de l'ordre du Saint-Sépulcre.
Le 25 novembre 1913, le pape saint Pie X le nomme archevêque titulaire (in partibus) d'Émèse (de) et l'envoie comme délégué apostolique à Bogota (en). Le 10 janvier 1914, le pape le reçoit en audience particulière et le 18  janvier suivant il reçoit la consécration épiscopale des mains du secrétaire d'État, le cardinal Merry del Val, dans le collège latino-américain. Le pape le reçoit encore en audience particulière le 25 janvier 1914.
Benoît XV l'envoie en 1916 comme diplomate à Buenos Aires (en), le 5 janvier 1920, il devient en outre internonce apostolique au Paraguay (en) (à partir du 6 août 1920, nonce apostolique) et il est nommé nonce apostolique en août 1925 pour la nonciature apostolique en Bavière. Il succède à Mgr Eugenio Pacelli (futur Pie XII).
À la suite de la perte de leur autonomie, les Länder allemands n'ont plus de rapports diplomatiques dès janvier 1934. La nonciature de Munich est définitivement fermée le 23 octobre 1936.
De retour en Italie, Mgr Vassallo di Torregrossa se retire à San Cataldo, où il meurt à l'âge de 93 ans, le 7 septembre 1959.
Le 27 avril 2009, sa dépouille mortelle est exhumée en présence de Mgr Mario Russotto (it), évêque de Caltanissetta. Elle est inhumée à nouveau le 7 septembre 2009 pour le cinquantenaire de sa mort en l'église-mère de San Cataldo, près de la tombe de Mgr Cataldo Naro (it).

## Succession apostolique
Alberto Vassallo di Torregrossa a ordonné les évêques suivants :
- Archevêque Juan Francisco Aragone (es) (1919)
- Évêque Tomás Gregorio Camacho (es) (1919)
- Évêque José Marcos Semería (es) (1919)
- Évêque Miguel d'Andrea (1920)
- Évêque Luigi Cammarata (it) (1947)

## Publications
- Piccolo studio del clero belga.

## Décorations
- Commandeur de l'Ordre équestre du Saint-Sépulcre de Jérusalem
- Chevalier de l'Ordre du mérite de la couronne de Bavière
- Chevalier de première classe de l'Ordre de Saint Michel (royaume de Bavière)
- Commandeur de l'Ordre de Léopold (Royaume de Belgique)
- Commandeur de seconde classe de l'Ordre royal d'Albert de Saxe (royaume de Saxe)